# Incendies de forêt dans la zone d'exclusion de Tchernobyl en 2020
Pour un article plus général, voir Feux de forêt dans la zone d'exclusion de Tchernobyl.
Les incendies de forêt de la zone d'exclusion de Tchernobyl en 2020 sont une série d'incendies qui ont commencé à brûler à l'intérieur de la zone d'exclusion de Tchernobyl en Ukraine en avril 2020. Les incendies ont été en grande partie éteints en deux semaines et au moins un suspect a été arrêté pour incendie criminel.

## Chronologie
Le 6 avril, il a été signalé que les niveaux de rayonnement à l'intérieur de la zone étaient « 16 fois supérieurs à la normale » à la suite des incendies.
Le 11 avril, un petit village près de la ville de Poliske, en grande partie abandonnée, a été évacué.
Le 13 avril, les incendies de forêt s'étaient étendus à un peu plus d'un kilomètre et demi de la centrale nucléaire de Tchernobyl et avaient atteint la périphérie de la ville abandonnée de Prypiat. Plus de 300 pompiers se battent pour empêcher les incendies d'atteindre l'usine. Le service d'urgence d'État de l'Ukraine a déclaré qu'il luttait toujours contre les incendies, mais que la situation était sous contrôle, tandis que Greenpeace Russie a déclaré que la situation était « bien pire que les autorités ukrainiennes ne le pensent », citant des images satellites.
L'ONG explique sur Twitter « Ces incendies sont extrêmement dangereux car les radionucléides situés dans les couches supérieures du sol peuvent être libérés dans l'air ».
Le 14 avril, le service d'urgence d'État de l'Ukraine a déclaré que tous les grands incendies à l'intérieur de la zone d'exclusion avaient été éteints après dix jours d'efforts de lutte contre les incendies et de récentes précipitations dans la région.

## Suspect
Un résident local de 27 ans a été arrêté pour incendie criminel. On ne sait pas si l'homme, qui a avoué avoir déclenché des incendies "pour le plaisir", est en partie ou entièrement responsable des incendies de forêt.

## Dommages et risques
Forbes a signalé que 30% des attractions touristiques de la zone d'exclusion avaient été détruites, y compris le camp pionnier soviétique Izumrudnoe. Les dommages ont inclus plusieurs villages abandonnés dont "Stara Markivka" entourant Tchernobyl qui a brûlé entièrement. Un incendie a également été signalé dans la Forêt Rouge environnante où de nombreux arbres ont été rapidement détruit. La centrale électrique elle-même et les villes de Tchernobyl et Pripyat n'ont pas subi de dégâts.
Après cet incendie, la CRIIRAD a dénoncé les "risques potentiels sur la sûreté des installations nucléaires et des entreposages de déchets qui sont particulièrement nombreux dans la zone d’exclusion.", ainsi que les risques pour  la santé des pompiers, des militaires ou des populations civiles voisines de Tchernobyl.

## Impact en France
Le panache de fumée de l'énorme incendie est arrivé en Corse le 7 avril.
Selon une publication de l'IRSN du 15 avril, Le nuage de fumée qui a touché la France n'est pas toxique. Selon le directeur de la CRIIRAD, les niveaux de césium dans l'air sont très faibles, il parle même de traces.